# 서암대로
서암대로(瑞庵大路, Seoam-daero)는 광주광역시 북구 운암동 동운고가 북단 교차로와 풍향동 서방사거리를 잇는 광주광역시의 도로이다.  이 도로와 필문대로, 죽봉대로, 대남대로 4개 도로를 합쳐 제1순환로라 지칭한다.

## 연혁
- 2009년 7월 27일 : 2개 이상 자치구에 걸쳐있는 도로로 서암대로를 고시[1]

## 주요 경유지
광주광역시
- 북구 (운암동 · 신안동 · 중흥동 · 우산동) - 동구 계림동 - 북구 풍향동

## 노선
| 이름                   | 접속 노선                                            | 소재지     | 소재지          | 비고 |
| ---------------------- | ---------------------------------------------------- | ---------- | --------------- | ---- |
| 동운고가 교차로 (북단) | 국도 제1호선 (북문대로) (죽봉대로) 대자로 비엔날레로 | 광주광역시 | 운암동          |      |
| 경신여고사거리         | 금호로 운용로                                        | 광주광역시 | 운암동          |      |
| 신안교 교차로          | 설죽로 들재매길 서암대로100번길                      | 광주광역시 | 운암동          |      |
| 전대입구사거리         | 자미로                                               | 광주광역시 | 운암동          |      |
| 중흥삼거리             | 우치로                                               | 광주광역시 | 운암동          |      |
| 안보회관앞 교차로      | 독립로                                               | 광주광역시 | 북:북구 남:동구 |      |
| 서방사거리             | 국도 제29호선 (동문대로) (필문대로)                  | 광주광역시 | 북:북구 남:동구 |      |

## 주요 건물 및 시설
- 광주지방기상청 (광주광역시 북구 서암대로 71)
- 광주태봉우편취급국 (광주광역시 북구 서암대로 159)
- 안보회관 (광주광역시 북구 서암대로 291)